# Parc provincial Silent Lake
Le parc provincial Silent Lake (anglais : Silent Lake Provincial Park) est un parc provincial de l'Ontario (Canada) situé dans le comté de Haliburton. Il a une superficie de 16,1 km2. Silent Lake sur le Bouclier canadien. On peut y pratiquer la natation, la randonnée pédestre, le cyclisme et le canoë.